# Regierung Harris
Die Regierung Harris bildete vom 9. April 2024 bis zum 23. Januar 2025 die Regierung von Irland. Premierminister ist Simon Harris. Sie löste die Regierung Varadkar II ab, die nach den Wahlen zum Dáil Éireann 2020 eine Rotationsregierung mit einem Wechsel des Taoiseach zur Mitte der Legislaturperiode bildete.
Die Regierung wurde mit 88 zu 69 Stimmen im Dáil Éireann gewählt, wobei sie von mehreren Unabhängigen im Parlament unterstützt wurde, da die Koalition aus FF, FG, GP zu dem Zeitpunkt nur noch 80 Sitze unter sich vereinigte. 

## Regierungsmitglieder
| Amt                                                                                    | Name | Name                                | Partei    |
| -------------------------------------------------------------------------------------- | ---- | ----------------------------------- | --------- |
| Taoiseach (Premierminister)                                                            |      | Simon Harris                        | FG        |
| Tánaiste (stellvertretender Premierminister)                                           |      | Micheál Martin                      | FF        |
| Außenminister                                                                          |      | Micheál Martin                      | FF        |
| Verteidigungsminister                                                                  |      | Micheál Martin                      | FF        |
| Minister für Umwelt, Klima, Kommunikation und Verkehr                                  |      | Eamon Ryan                          | GP        |
| Finanzminister                                                                         |      | Michael McGrath (bis 26. Juni 2024) | FF        |
| Finanzminister                                                                         |      | Jack Chambers (ab 26. Juni 2024)    | FF        |
| Minister für öffentliche Ausgaben, NDP-Umsetzung und Reformen                          |      | Paschal Donohoe                     | FG        |
| Ministerin für Bildung                                                                 |      | Norma Foley                         | FF        |
| Ministerin für Tourismus, Kultur, Kunst, die Gaeltacht, Sport und Medien               |      | Catherine Martin                    | GP        |
| Minister für Wohnungswesen, Kommunalverwaltung und Kulturerbe                          |      | Darragh O’Brien                     | FF        |
| Ministerin für soziale Absicherung, Gemeinde- und ländliche Entwicklung und die Inseln |      | Heather Humphreys                   | FG        |
| Minister für Landwirtschaft, Ernährung und Meeresangelegenheiten                       |      | Charlie McConalogue                 | FF        |
| Minister für Kinder, Behinderte, Gleichstellung und Integration                        |      | Roderic O’Gorman                    | GP        |
| Gesundheitsminister                                                                    |      | Stephen Donnelly                    | FF        |
| Ministerin für Justiz und Gleichstellung                                               |      | Helen McEntee                       | FG        |
| Minister für Unternehmen, Handel und Beschäftigung                                     |      | Peter Burke                         | FG        |
| Minister für höhere Bildung, Innovation und Forschung                                  |      | Patrick O’Donovan                   | FG        |
| Generalstaatsanwalt                                                                    |      | Rossa Fanning                       | Parteilos |
| Staatsminister                                                                         | Name | Name                                | Partei    |
| Staatsministerin beim Premierminister, Government Chief Whip                           |      | Hildegarde Naughton                 | FG        |
| Staatsministerin für Sonderpädagogik und Inklusion                                     |      | Hildegarde Naughton                 | FG        |
| Staatsministerin für Landnutzung und Biodiversität im Landwirtschaftsministerium       |      | Pippa Hackett                       | GP        |
| Staatsminister für Logistik und Postwesen im Verkehrsministerium                       |      | Jack Chambers (bis 26. Juni 2024)   | FF        |
| Staatsminister für Logistik und Postwesen im Verkehrsministerium                       |      | James Lawless (ab 26. Juni 2024)    | FF        |
| Staatsminister für Europäische Angelegenheiten                                         |      | Jennifer Carroll MacNeill           | FG        |
| Staatsminister für Lokale Verwaltung und Raumordnung                                   |      | Alan Dillon                         | FG        |
| Staatsminister für Natur, kulturelles Erbe und Wahlreform                              |      | Malcolm Noonan                      | GP        |
| Staatsminister für Unternehmen                                                         |      | Emer Higgins                        | FG        |
| Staatsminister für Finanzen                                                            |      | Neale Richmond                      | FG        |
| Staatsminister für das öffentliche Gesundheitswesen und die Drogenbekämpfungsstrategie |      | Colm Burke                          | FG        |
| Staatsminister für Agrarforschung, Ernährungssicherheit und Neue Märkte                |      | Martin Heydon                       | FG        |
| Staatsministerin für Teilhabe und Rehabilitation Schwerbehinderter                     |      | Anne Rabbitte                       | FF        |
| Staatsminister für Entwicklungszusammenarbeit und irische Minderheiten im Ausland      |      | Seán Fleming                        | FF        |
| Staatsminister für Gesetzesreform und Jugendrecht                                      |      | James Browne                        | FF        |
| Staatsminister für Fort- und Weiterbildung im Wissenschaftsministerium                 |      | Niall Collins                       | FF        |
| Staatsminister für Gemeindeentwicklung, Wohltätigkeitsorganisationen und Integration   |      | Joe O’Brien                         | GP        |
| Staatsminister für das Office of Public Works                                          |      | Kieran O’Donnell                    | FG        |
| Staatsminister für Sport und Gaeltacht                                                 |      | Thomas Byrne                        | FF        |